# Marine Corps Air Station New River

i7
i11
i13
Die Marine Corps Air Station New River (MCAS New River) ist ein Militärflugplatz des United States Marine Corps in der Nähe der Stadt Jacksonville in Onslow County im Bundesstaat North Carolina im Südosten der Vereinigten Staaten. Gegründet wurde die MCAS 1943 und seit 1972 trägt sie den Namen McCutcheon Field zu Ehren des Brigadegenerals Keith B. McCutcheon, der sich um die Entwicklung des hubschraubergestützten Luftverkehrs im Marine Corps verdient gemacht hat. Neben MV-22 Osprey Tilt-Rotor-Flugzeugen sind hier Trainingstaffeln sowohl der Marines als auch der US Air Force beheimatet.
Die MCAS New River gehört, ebenso wie das Marine Corps Base Camp Roy S. Geiger und das Marine Corps Base Camp Gilbert H. Johnson zum Gesamtkomplex des Marine Corps Base Camp Lejeune.

## Geschichte
Das Areal wurde für das USMC im Jahr 1941 erworben, um hier ein Flugfeld für Camp Lejeune zu errichten. Die fliegerische Nutzung begann im Frühjahr 1943. Das Flugfeld wurde 1944 offiziell in Marine Corps Auxiliary Airfield Camp Lejeune benannt.
Nach dem Ende des Zweiten Weltkriegs wurde der Flugbetrieb zwar eingestellt, das Areal aber weiterhin betriebsbereits gehalten. Bereits 1951 wurde der Flugplatz als  Marine Corps Air Facility Peterfield Point, Camp Lejeune reaktiviert. Im folgenden Jahre wurde die Einrichtung in Marine Corps Air Facility New River umbenannt und wurde 1954 erstmals Heimatstützpunkt einer Einsatzgruppe, der Marine Aircraft Group 26, (MAG 26) die seinerzeit ausschließlich mit Hubschraubern ausgerüstet war.
Diese ist seither ohne Unterbrechung auf der seit 1968 als Marine Corps Air Station (Helicopter) New River bezeichneten Basis stationiert. New River ist seit 1972 zusätzlich Basis der MAG 29. Die beiden MAG sind nach wie vor der Hauptnutzer der Basis. Neben Teilen weiterer MAG nutzt auch das Air Education and Training Command der US Air Force den Flugplatz.

## Heutige Nutzung
Zurzeit sind folgende fliegende Einheiten auf der Basis stationiert:
- Marine Aircraft Group 26
- Marine Aircraft Group 29
- Center for Naval Aviation Technical Training
- Marine Wing Support Squadron 272
- Marine Air Control Squadron 2
- 360th Training Squadron OL-B (USAF)

## Sonstiges

### Camp Davies Airfield
Das Marine Corps Outlying Field Camp  (MCOLF Camp Davis) ist ein Militärflugplatz nordöstlich des Zentrums von Holly Ridge. Es dient als Übungsareal für Einheiten, die im 20 km entfernten Camp Lejeune und 40 km entfernten New River stationiert sind.
Der Flugplatz führt seine Ursprünge auf ein militärisches Übungsareal von Flugabwehr-Einheiten der United States Army zurück, das zu Beginn des Zweiten Weltkriegs im Dezember 1940 eröffnet wurde. In den Jahren 1942/1943 wurde das zu einem Flugplatz ausgebaut, die US-Armee bezeichnete diesen als Camp Davis Army Air Field. Die meisten Flüge wurden im Zusammenhang mit der Flugabwehrausbildung durchgeführt. Wenige Momnate nach Kriegsende wurde der Platz im Februar 1946 geschlossen. 
Nach einigen Jahren nichtfliegerischer Nutzung durch die US Navy und Rückgabe des Landes an die früheren Eigentümer, übernahm das USMC die Liegenschaft im Jahr 1954.
In den 2010er Jahren wurde die Rhetorik der KP Chinas in Bezug auf die Taiwan-Frage aggressiver, was mit einer beschleunigten Modernisierung und Aufrüstung der Volksrepublik China einherging. Hieraus resultierte eine Anpassung der Einsatzdoktrin der US-Streitkräfte, die unter anderem eine bessere Verteilung der eigenen Kräfte forderte. Um den Betrieb von kleineren vorgeschobenen Operationsbasen im Westpazifik zu üben, wird Camp Davis seither vermehrt von fliegenden Kräften genutzt, anfangs vorwiegend durch Helikopter. In den Jahren 2023/2024 wurde dann auch die Start- und Landebahn instand gesetzt um das Flugfeld auch durch Flächenflugzeuge nutzen zu können.